# Oulobophora
Oulobophora là một chi bướm đêm thuộc họ Geometridae.